# Bengkulu (ville)
Bengkulu (également connue comme Bencoolen ou Benkoelen) est une ville d'Indonésie située sur la côte sud-ouest de l'île de Sumatra. Elle est la capitale et la plus grande ville de la province de Bengkulu, et a le statut de kota.

## Histoire
Au XVIIe siècle, la région de Lampung dans le sud de Sumatra, possession du royaume de Banten dans l'ouest de Java, était un important producteur de poivre.
En 1682, une troupe de la VOC (Vereenigde Oostindische Compagnie ou «Compagnie néerlandaise des Indes orientales») attaque Banten. Le prince héritier, qui avait pris la tête du gouvernement, se soumet aux Hollandais, qui le reconnaissent comme sultan. Les Hollandais expulsent les autres Européens présents à Banten. Les Anglais se retirent à Bengkulu, leur dernier établissement dans l'archipel.
Pour gérer son commerce du poivre, la Compagnie anglaise des Indes orientales ouvre en 1685 un comptoir à Bengkulu (qu'ils appellent « Bencoolen »), situé sur la côte ouest de Sumatra mais voisine de Lampung. En 1714, les Anglais y construisent Fort Marlborough. Le comptoir ne fut toutefois jamais financièrement bénéficiaire, en raison de son mauvais emplacement sur la côte est de Sumatra et surtout, la difficulté à s'approvisionner en poivre. En 1760, les troupes françaises de Charles Henri d'Estaing s'en emparent.
Profitant du débarquement des Anglais à Java en 1811, durant les guerres napoléoniennes, le sultan Badaruddin de Palembang attaque la garnison hollandaise de sa ville. En réaction, les Anglais attaquent Palembang à Bengkulu, mettent le palais à sac et destituent le sultan. Thomas Stamford Raffles est nommé lieutenant-gouverneur à Bengkulu, dépendant de Lord Minto, gouverneur général des Indes britanniques.
Le traité de Londres de 1824, signé entre les Anglais et les Hollandais, accorde à ces derniers le contrôle des territoires revendiqués au sud de Singapour. Bengkulu est donc cédé aux Pays-Bas et en échange, les Hollandais cèdent Malacca aux Anglais.
Après la fin de la guerre de Java contre le prince Diponegoro de Yogyakarta (1825-30), les Hollandais s'assurèrent les services de son ancien commandant en chef, Sentot Prawirodirjo, qui reçut le grade de lieutenant-colonel de l'armée coloniale. Les manigances de Sentot amenèrent les Hollandais à le muter à Bengkulu, où il finira ses jours. Cette tradition d'exil à Bengkulu sera reprise en 1938, lorsque le gouvernement colonial hollandais y enverra le dirigeant nationaliste Soekarno.

## Culture
Chaque année, du 1er au 10 du mois musulman de Muharam, Bengkulu organise la cérémonie du Tabot. Ce rituel vieux de deux siècles aurait été apporté par les artisans venus de Madras en Inde pour la construction du Fort Marlborough. Ces artisans ont pris souche à Bengkulu. Il célèbre le martyre de l'imam shiite Hussein, mort lors de la bataille de Kerbala en Irak.
Cette description évoquera certainement au lecteur occidental les images de flagellation qu'on montre à la télévision lors de cette commémoration au Moyen-Orient, en Afghanistan ou au Pakistan. La cérémonie de Bengkulu n'a rien à voir avec ces scènes plutôt violentes. Il n'y a d'ailleurs pas de shiite à Bengkulu, ni en Indonésie en général. Le Tabot est l'occasion d'une grande procession qui ressemble à celles que les touristes voient à Bali. Elle s'accompagne de chants et de danses exécutées par des jeunes filles qui, tout en appartenant visiblement aux traditions indonésiennes, montrent une identité propre à Bengkulu (voir Liens externes).

## Transport
L'aéroport de Bengkulu Fatmawati Soekarno (code AITA : BKS, code OACI : WIPL) poss-ède une piste de 2 239 mètres. Les compagnies Batavia Air, Lion Air, Mandala Airlines et Sriwijaya Air relient la ville à Jakarta, la capitale de l'Indonésie. Il porte le nom de Fatmawati, la deuxième épouse de Soekarno, qui l'avait accompagné dans sa résidence forcée à Bengkulu.

## Galerie

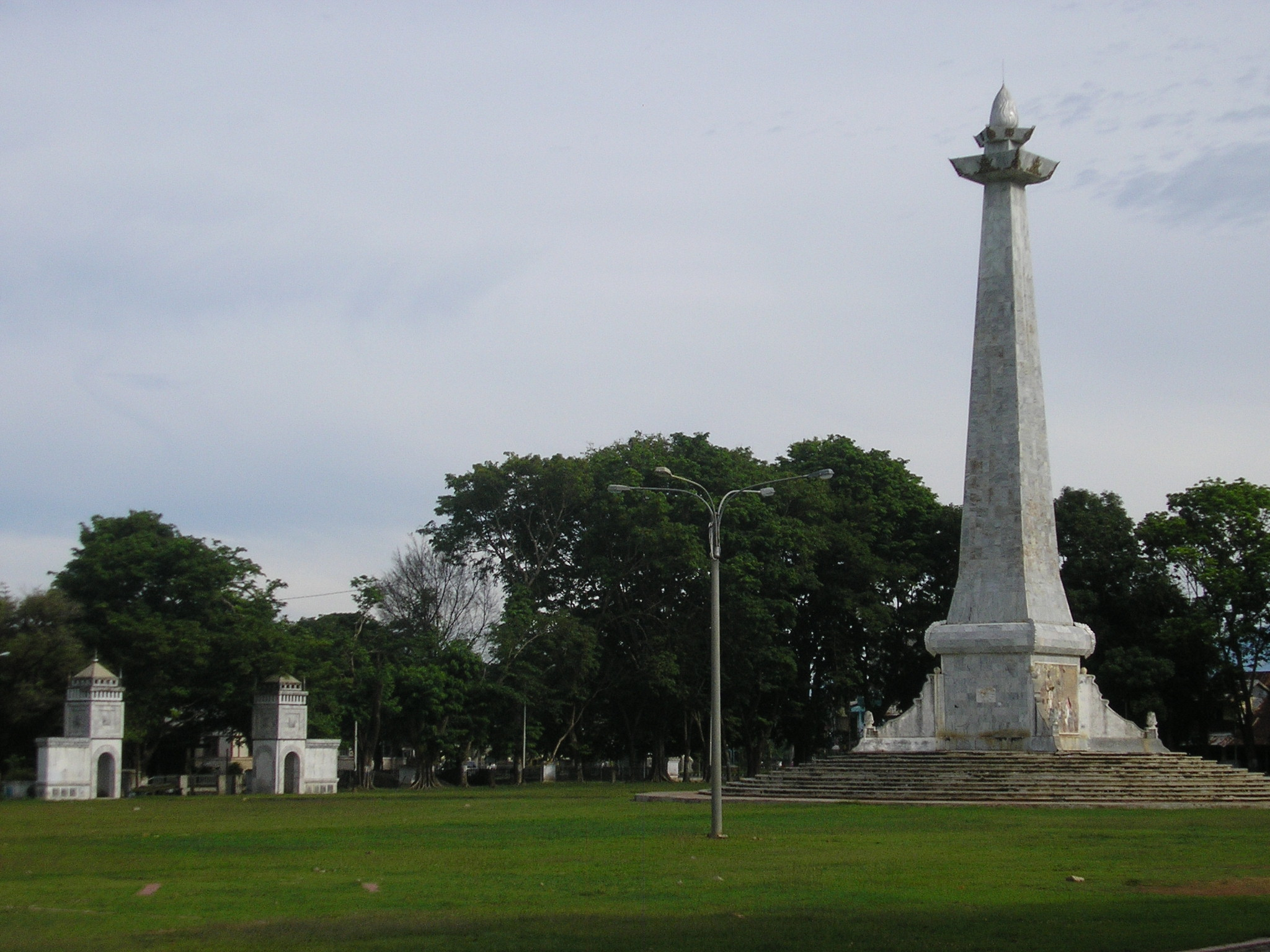
La place centrale de Bengkulu
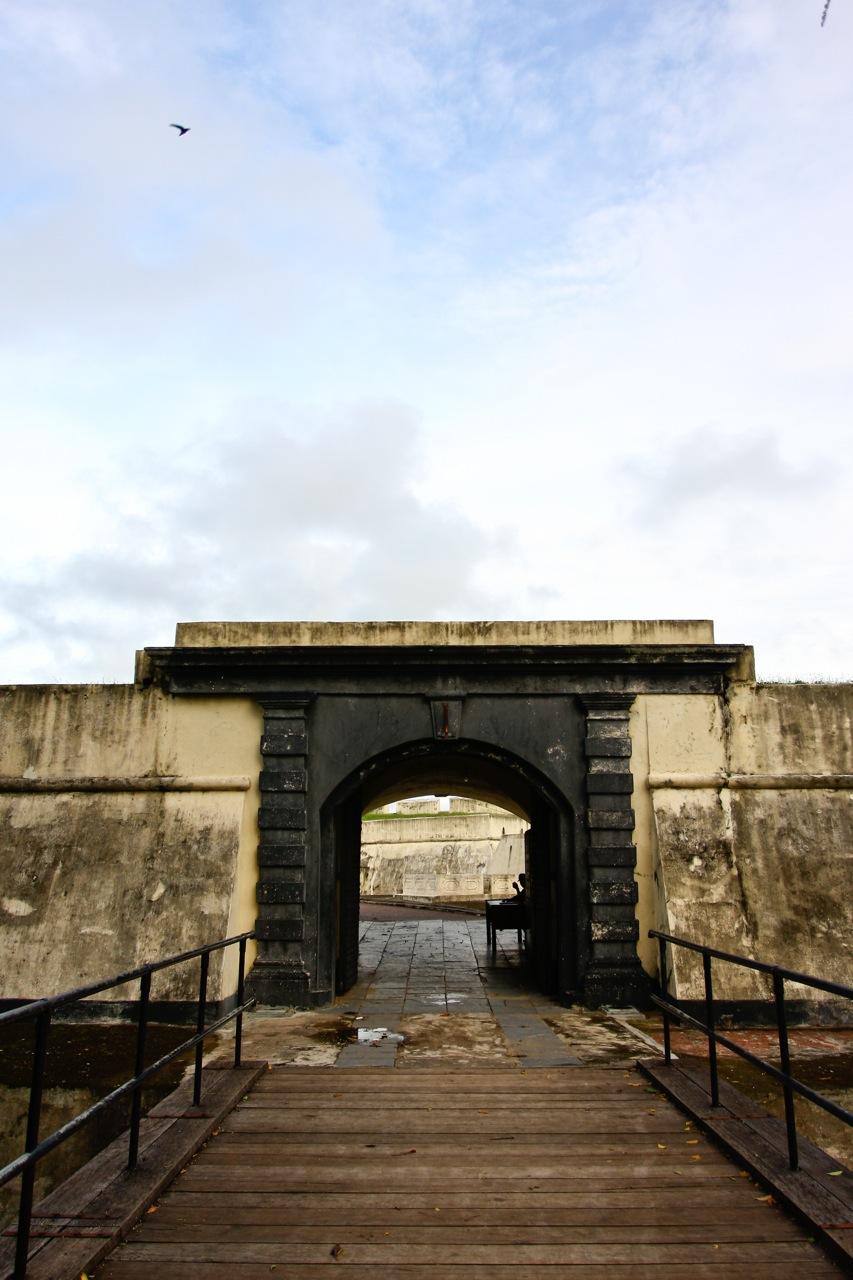
Porte d'entrée du Fort Marlborough
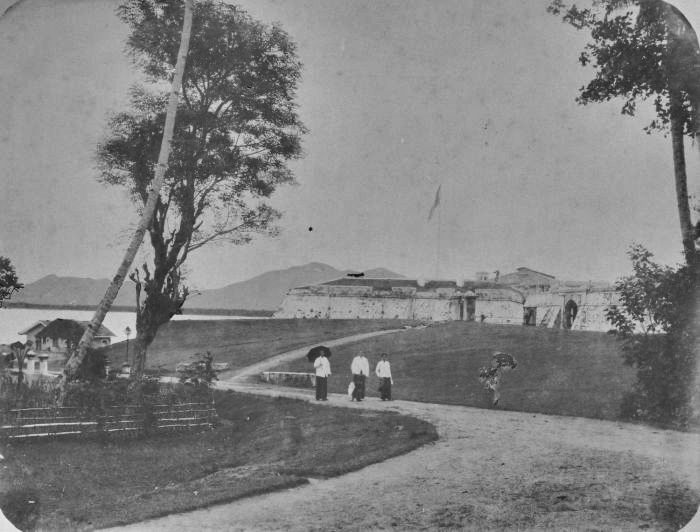
Dames européennes habillées en sarong et se promenant devant le fort Marlborough (début du XXe siècle)
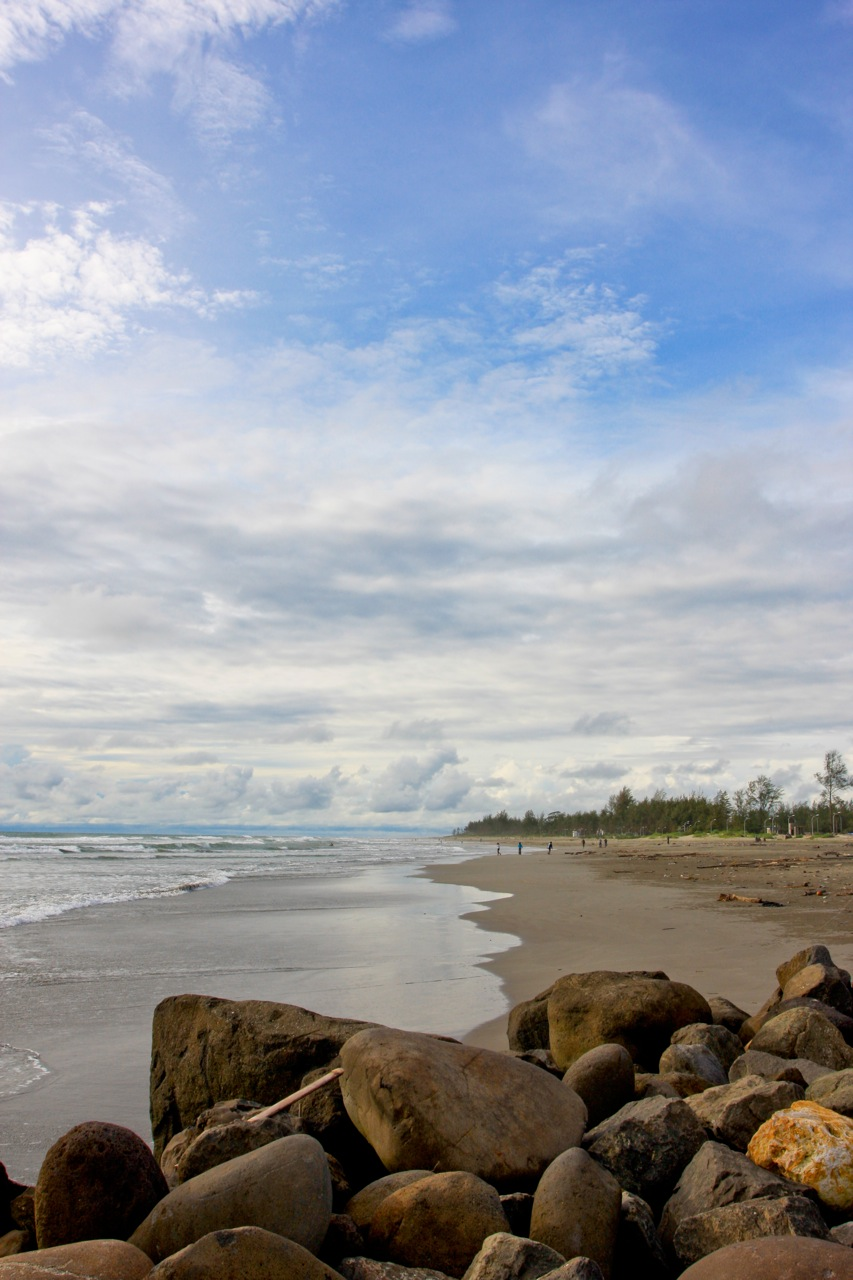
Pantai Panjang, "la longue plage"
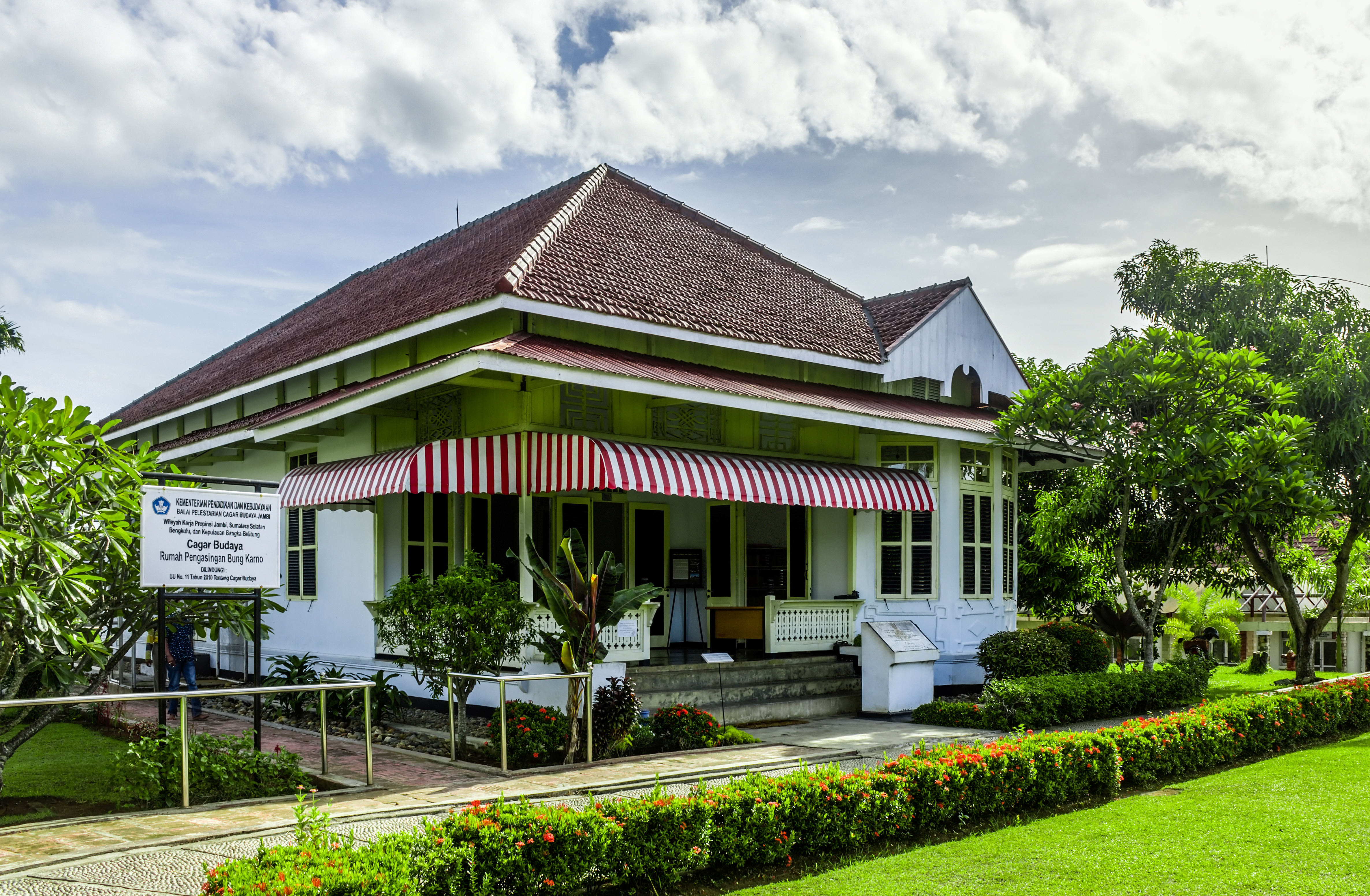
La résidence d'exil de Soekarno